# Contea di Uiryeong
La contea di Uiryeong (Uiryeong-gun; 의령군; 宜寧郡) è una delle suddivisioni della provincia sudcoreana Gyeongsang Meridionale.